# Секст Помпей Вирдокт
Вижте пояснителната страница за други личности с името Секст Помпей.
Секст Помпей Вирдокт (на латински: Sextus Pompeius Virdoctus, fl.: 89 пр.н.е.) е римлянин от късната Римска Република през 1 век пр.н.е. от плебейския род Помпеи от областта Пиценум (днес Марке и Абруцо) в Северна Италия и чичо на Помпей Велики.
Той е син на Секст Помпей и внук на Гней Помпей. Майка му Луцила е от Суеса Аврунка е сестра на поета Луцилий. Неговото когномен Virdoctus означава първородено дете и син.
По-малкият му брат Гней Помпей Страбон, консул през 89 пр.н.е., е баща на Помпей Велики и на Помпея. Сестра му Помпея се омъжва за Марк Аций Балб Стари и е прабаба на Октавиан Август, първият римски император.
Секст Помпей Вирдокт е баща на Секст Помпей и Квинт Помпей (проконсул) и дядо на Секст Помпей (консул 35 пр.н.е.).